# Odkształcenie postaciowe
Odkształcenie postaciowe – deformacja ośrodka ciągłego, która nie powoduje zmiany objętości elementarnego sześcianu wyodrębnionego z tego ośrodka. Sześcian ten, doznaje jedynie wzajemnego przesunięcia ścian równoległych bez zmiany długości ich krawędzi. W ten sposób sześcian przekształca się w ukośny równoległościan.
W danym punkcie ośrodka odkształcenie postaciowe sumuje się z odkształceniem objętościowym, które nie zmienia postaci elementarnego sześcianu, ale przekształca go w prostopadłościan o bokach różnej długości.
Przykładem czystego odkształcenia postaciowego może być czyste ścinanie i skręcanie.
Ten rodzaj odkształcenia jest wynikiem działania naprężeń stycznych (ścinających).